# حب الثلج الجبلي
حب الثلج الجبلي (الاسم العلمي:Symphoricarpos oreophilus) هو نوع من النباتات يتبع جنس حب الثلج من الفصيلة المعزية الورق.